# Fokker
Fokker fue un fabricante de aeronaves de los Países Bajos llamado como su fundador, Anthony Fokker.

## Historia
La empresa se fundó el 22 de febrero de 1912 por Anthony Fokker (1890-1939), uno de los pioneros de la aviación. Establecido en Alemania en 1910 a la edad de 20 años construyó su primer avión, el Fokker M.1 Spin (araña). El 22 de febrero de 1912, constituyó su propia compañía, Fokker Aeroplanbau en Berlín, Alemania, que poco tiempo después trasladó a Schwerin.
Durante los años 1911-12 desarrolló el "Spinne", y una variante de 1913 le valió su primer contrato militar para cinco aviones escuela biplazas con la designación M.I impulsados por un motor lineal Mercedes o Argus de 100 cv. Nuevos encargos en aquel mismo año tuvieron como resultado la producción de diez M.II similares al modelo anterior pero con fuselaje de sección circular y diseñados de forma que pudiesen ser desmontados rápidamente para su transporte por carretera o ferrocarril. 
Fokker construyó aviones para las Luftstreitkräfte alemana y Luftfahrtruppen  austrohúngara durante la Primera Guerra Mundial junto a Hugo Junkers. Ganó fama con los monoplanos serie E (E por Eindecker, monoplano) Fokker E.I E.II y E. III, que incluían un mecanismo sincronizador que permitía disparar a través del arco de la hélice las ametralladoras LMG 08/15 "Spandau" , el Fokker D.VII y el famoso triplano Fokker Dr.I usado por Manfred von Richthofen, el Barón Rojo. Los primeros monoplanos Fokker solían ser difíciles de maniobrar, pero esto se solucionó con la producción del Dreidecker.
En 1919 Fokker se separó de Junkers y volvió a los Países Bajos fundando su propia compañía. No volvió con las manos vacías: Fokker se las arregló para llevarse los planos de los D.VII y C.I así como varias partes y aparatos en tren a través de la frontera. Este stock inicial le permitió establecer una nueva compañía.
Tras la nueva ubicación de la compañía sus principales éxitos no fueron militares, sino aviones comerciales, aunque esto no impidió que Fokker siguiera construyendo aeronaves militares. Hay que destacar el hecho excepcional de que la Fuerza Aérea Finlandesa se equiparan con Fokker C.V, C.X y D.XXI.

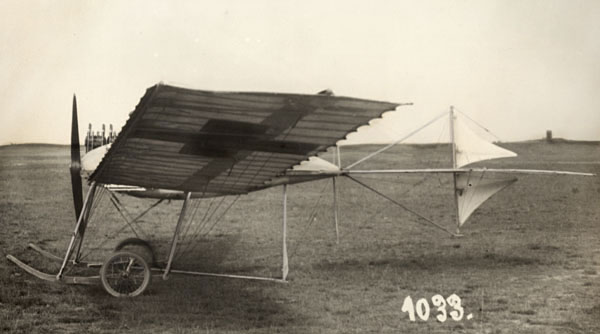
Fokker Spin

En los años 1920 el mayor éxito de Fokker fue el trimotor comercial Fokker F.VII que dominó el mercado hasta la llegada de los aviones alemanes y estadounidenses totalmente metálicos de mediados de los años 1930.

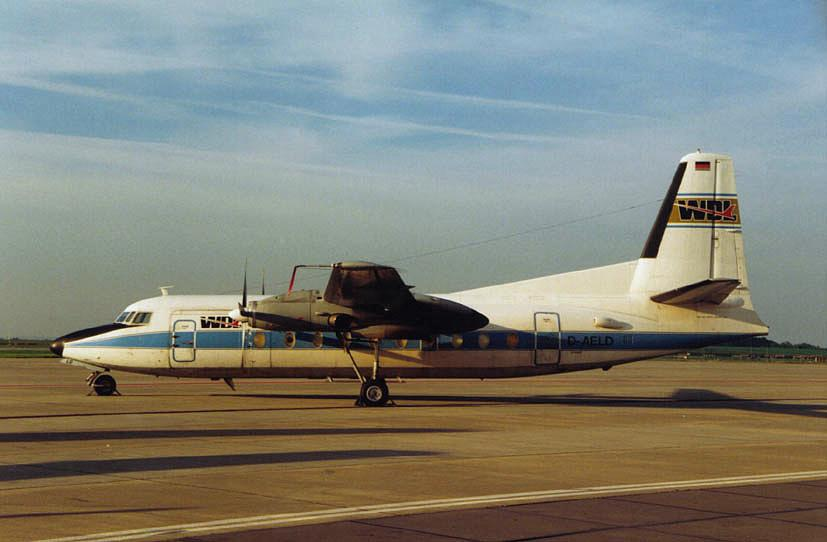
Fokker F-27

En diciembre de 1939 Anthony Fokker murió en los Estados Unidos, donde su compañía cosechaba importantes éxitos comerciales, mediante su filial Atlantic Aircraft Corporation.
Las fábricas Fokker en los Países Bajos fueron totalmente destruidas durante la Segunda Guerra Mundial, por lo que en 1951 se construyó una nueva fábrica en las inmediaciones el aeropuerto de Schiphol cerca de Ámsterdam. Allí se fabricaron modelos de aviones militares bajo licencia, como el Lockheed F-104 Starfighter. Se montó además una segunda cadena de producción y mantenimiento en Woensdrecht.
Fokker era uno de los principales socios del consorcio F-16 responsable de la fabricación del F-16 Fighting Falcon para las fuerzas aéreas de Bélgica, Dinamarca, Países Bajos y Noruega. El consorcio estaba compuesto por compañías y agencias gubernamentales de los cuatro países y EE. UU.

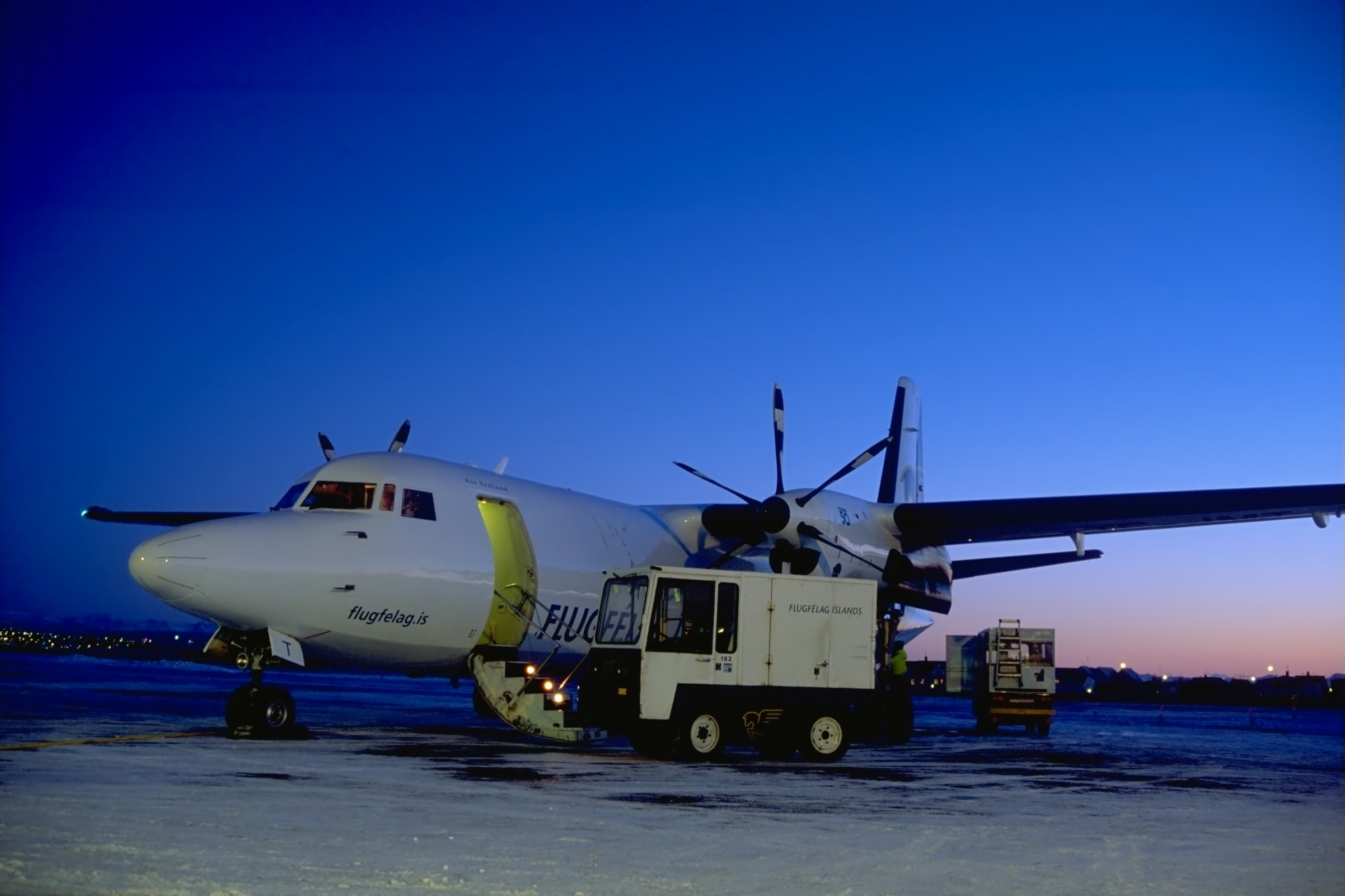
Fokker F50 de Air Iceland en el Aeropuerto de Reykjavík

En 1958 el Fokker F-27 Friendship vio la luz y se convirtió en el avión de pasajeros turbopropulsado más vendido (cerca de 800 unidades entre 1958 y 1986). El F-27 fue continuado con el Fokker F-28 Fellowship, el Fokker F50, el Fokker F70 y el bireactor Fokker F100. Tanto el F-27 como el F-28 sirvieron como transporte de la familia real. Un avión de este tipo fue el que protagonizó el accidente de los jugadores uruguayos en los Andes en 1972 (véase: Vuelo Fuerza Aérea Uruguaya 571).
En 1969, la empresa Fokker acordó una alianza con la empresa Vereinigte Flugtechnische Werke (VFW) con sede en Bremen. En septiembre de 1971 este consorcio puso en vuelo el primero de los tres prototipos de un monoplaza experimental de reconocimiento e interdicción de características V/STOL (despegue o aterrizaje vertical o corto) designado VFW VAK 191B . Con apoyo financiero de la RFA colaboraron en el fracasado proyecto (solo se construyeron 13 ejemplares) del transporte civil biturbofan VFW-614. La Agencia Espacial Europea otorgó la fabricación de módulos presurizados del Spacelab en junio de 1974 al consorcio ERNO-VFW-Fokker GmbH .

### Quiebra
En 1989 Fokker estuvo cerca de la quiebra, la cual fue evitada cuando el gobierno neerlandés adquirió el 49% de la empresa, y se negoció la entrada como socio de la empresa alemana DASA. En 1994 debido a los malos resultados financieros DASA reestructuró a Fokker reduciendo su plantilla de personal de cerca de 13 000 empleados a 8000.
El 22 de enero de 1996, DASA recortó las ayudas a su filial, debido a los desastrosos resultados de las dos compañías y a la negativa del gobierno neerlandés, de inyectarle más capital. El 23 de enero de 1996, Fokker declaró la suspensión de pagos, luego de que su accionista principal, la empresa alemana DASA (Daimler Benz Aerospace, hoy incluida en EADS), la abandonara a su suerte luego de una crisis económica interna. A raíz de esto, el gobierno neerlandés le otorgó un crédito puente de emergencia de 255 millones de florines el día 26 de enero, para sanear la empresa y posibilitar su adquisición por parte de un tercero y así salvarla de la quiebra. El 15 de marzo del mismo año, a un día de que el crédito se vencíere la empresa Fokker se declaró en bancarrota, ante la imposibilidad de obtener créditos financieros que le permitieran seguir en solitario, y el retiro de los posibles compradores, tales como la empresa surcoreana Samsung, la canadiense Bombardier y la china AVIC, aunque algunas secciones de la compañía le sobrevivieron. La quiebra de Fokker se convirtió en el despido masivo de empleados más grande de los Países Bajos en los últimos 50 años.
Las divisiones espacial y de electrónica se independizaron convirtiéndose en Fokker Aviation, que posteriormente se transformó en Dutch Space, adquirida por DASA. En 2005 esta compañía fue absorbida por EADS. Los departamentos de fabricación, mantenimiento y reparación de aviones fueron adquiridas por Stork N.V, ahora conocido como Grupo Aeroespacial Stork, quien se convirtió en proveedor de partes aeronáuticas para otros fabricantes. Stork Fokker, una filial del mencionado grupo se constituyó para mantener el negocio de reventa y reparación de los aviones de la antigua compañía, bajo la marca FlyFokker.
Actualmente NG Aircraft, empresa creada por exempleados de Fokker,  pretende relanzar la producción del Fokker 70 NG (Next Generation) y el Fokker 100 NG (Next Generation) con el apoyo de aerolíneas y fabricantes de piezas, bajo el nombre XF Series. Rekkof Aircraft NV actualmente es propietaria de la marca Fokker Aircraft, bajo la cual sigue promocionando sus aviones.

## Fokker famosos
- La introducción del Fokker E.I en el Servicio Aéreo del Ejército Imperial Alemán en 1915 llevó al primer Fokker Scourge (Capacidad de disparar a través de la hélice sincronizando la ametralladora con las aspas).
- Manfred von Richthofen, el "Barón Rojo", voló en un triplano Fokker Dr.I (1917-1918).
- Richard E. Byrd completó su vuelo transatlántico desde Nueva York hasta París en un Fokker F.VII en 1927.
- Amelia Earhart, la primera mujer -como pasajera- en cruzar el Atlántico, lo hizo en 1928 en un Fokker F.VII acompañando al piloto Wilmer Stultz.
- El mismo año y con el mismo modelo, Charles Kingsford-Smith realizó el primer vuelo transoceánico sobre el Pacífico.
- El Fokker S-14 "Mach-Trainer" fue el primer reactor de entrenamiento avanzado diseñado y fabricado específicamente para esta misión (1951).

## Aviones diseñados o construidos por Fokker

### Alemania
- Fokker M.1/2/3/4
- Fokker M.5
- Fokker M.7
- Fokker M 10
- Fokker D.VII
- Fokker D.VIII
- Fokker Dr.I
- Fokker E.III
- Fokker F.II

### Países Bajos

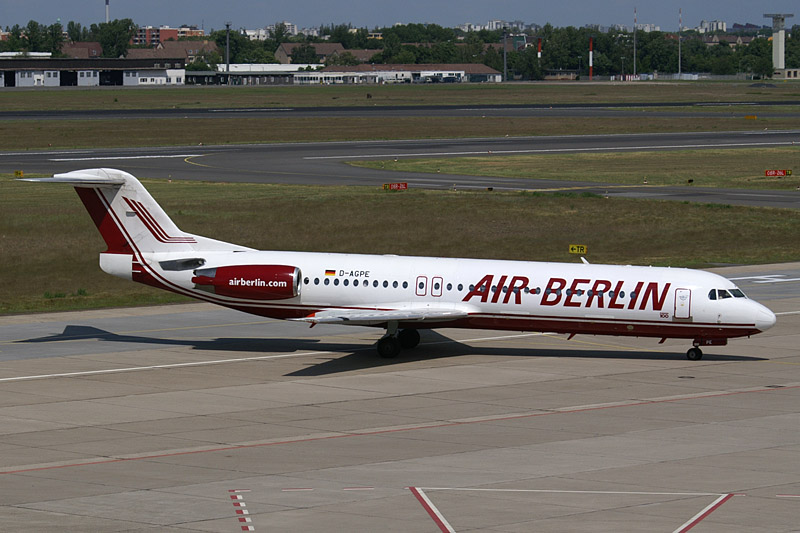
Fokker F100 de Air Berlin.

- C.I
- C.IV
- Fokker C.V
- Fokker C.VII-W
- Fokker C.VIII-W
- Fokker C.X
- Fokker C.XI-W
- Fokker C.XIV-W
- Fokker D.C.I
- Fokker D.X
- Fokker D.XI
- Fokker D.XIII
- Fokker D.XVII
- Fokker D.XXI
- Fokker D.XXIII
- Fokker F.III
- Fokker F.IV
- Fokker F.VII
- Fokker F.VIII
- Fokker F.IX
- Fokker F.XII
- Fokker F24
- Fokker F25 "Promoter"
- Fokker F26 "Phantom"
- Fokker F27 "Friendship"
- Fokker F28 "Fellowship"
- Fokker F29
- Fokker 50
- Fokker 60 "Utility"
- Fokker 70
- Fokker 100
- Fokker 130
- Fokker G.I
- Fokker S.11 "Instructor"
- Fokker S.14 "Mach Trainer"
- Fokker T-II
- Fokker T.IVA

### Estados Unidos
- Fokker F.10
- Fokker F.14
- Fokker F.32
- Fokker F.104 Startfighter

### Argentina
- Fokker F27 Friendship